# Жарко Федір Павлович
Федір Павлович Жарко (нар. 1894, Миколаївка, тепер Дніпропетровська область  — розстріляний 26 жовтня 1937) — український радянський партійний діяч, один з керівників більшовицького підпілля на Катеринославщині. Кандидат в члени ЦК КП(б)У в жовтні 1918 — березні 1920 р.

## Біографія
Член РСДРП(б) з 1912 року. Партійний псевдонім — Пилипенко.
У 1917 році вів революційну роботу на Донбасі. З квітня 1918 року — член Новомосковського підпільного повітового революційного комітету Катеринославської губернії.
У 1919 році — член Новомосковського повітового комітету КП(б)У Катеринославської губернії. У період боротьби з військами генерала Денікіна — військовий комісар батареї полку Червоної армії.
У 1920 році — член Новомосковського повітового революційного комітету Катеринославської губернії.
У 1921 році вибув з РКП(б) через незгоду із проведенням нової економічної політики. У 1925 році знову вступив до РКП(б).
Перебував на господарській роботі.
У 1935 році заарештований органами НКВС СРСР. Засуджений і відправлений відбувати покарання у виправно-трудові табори Дальбуду на Магадан. 19 вересня 1937 року засуджений трійкою при НКВС по Дальбуду до розстрілу. Розстріляний 26 жовтня 1937 року, реабілітований у листопаді 1956 року.